# Veluticeps fusispora
Veluticeps fusispora är en svampart som först beskrevs av Gordon Herriot Cunningham, och fick sitt nu gällande namn av Hjortstam & Ryvarden 1990. Veluticeps fusispora ingår i släktet Veluticeps och familjen Gloeophyllaceae.   Inga underarter finns listade i Catalogue of Life.